# 福本愛菜
福本 愛菜（ふくもと あいな、1993年〈平成5年〉3月25日 - ）は、日本のタレント、YouTuber、レポーター。吉本新喜劇の元座員、女性アイドルグループNMB48の元メンバー。
奈良県橿原市出身。吉本興業所属。

## 略歴
2010年9月20日、『NMB48オープニングメンバーオーディション』に合格（応募総数7,256名、最終合格者26名）。10月9日、『Visit Zooキャンペーン応援プロジェクト AKB48 東京秋祭り supported by NTTぷらら』においてNMB48第1期研究生26名の1人として初披露。
2011年1月1日、NMB48劇場のこけら落しとして、『NMB48 1期生「誰かのために」』公演が開催され、選抜メンバー16名のうちの1人として劇場公演デビューを果たした。3月10日、NMB48第1期研究生25名の中から16人のうちの1人としてチームNを結成。
2012年5月から6月にかけて実施された『AKB48 27thシングル選抜総選挙』では6912票を獲得し43位となり、ネクストガールズに選出される。AKB48名義シングルでは初選抜となる。11月25日に大阪市で開催された大阪マラソン2012にチャリティーランナーとして出場し、4時間8分45秒で完走。
2013年2月23日、チームN『誰かのために』リバイバル公演にてNMB48から卒業することを発表。7月1日、NMB48劇場で行われた卒業公演をもってNMB48を卒業。7月2日から所属事務所をKYORAKU吉本.ホールディングスから、よしもとクリエイティブ・エージェンシーへ移籍。7月8日、吉本新喜劇に研究生として入団することが発表された。7月13日、NMB48卒業後、初めて吉本新喜劇研究生として『せやねん!』（毎日放送）に出演した。11月26日、初の単独イベント『福本愛菜のミラクル★LIVE 〜これから勉強させていただきます！』を道頓堀ZAZA HOUSEで開催。以後、定期的に単独ライブを行う。
2014年7月22日、5upよしもとで開催された単独イベント『福本愛菜のミラクル★LIVE』にてサンリオとコラボしたキャラクター「ミラクルマリンちゃん」を発表。9月13日、警視庁新宿警察署『秋の全国交通安全運動』イベントに登場し、一日署長に任命される。
2019年1月14日、吉本新喜劇を13日付で退団したことを自身のツイッターで発表。退団後も、よしもとクリエイティブ・エージェンシー→吉本興業所属のまま、タレントとして活動することを報告。
2021年3月25日、自身の28歳の誕生日に公式YouTubeチャンネルを開設。8月15日、大阪城ホールで開催された『白間美瑠卒業コンサート〜みるるん、さるるん、ありがとう♡〜』にゲスト出演し、「制服が邪魔をする」を歌唱した。
2025年3月25日、結婚と妊娠を発表。

## 人物
- 愛称は「あいにゃん」。
- 「愛菜」という名前の由来は、「みんなに愛されるように、菜の花の時期である3月に生まれたから」[14]
- 長所は人見知りをしないところ、短所はネガティブなところ[15]。将来的には自分の服をデザインすることを夢の一つとして挙げている[16]。
- 3人姉弟で2人弟がいる。
- 基本的に涙もろくもあり、本人曰く「泣き虫」[17]。自身を「強そうに見えても一番メンタルが弱い」とも評し、お化け屋敷や虫が苦手で、病院や注射が一番嫌いだという。バンジージャンプも飛び込むのにかなり時間がかかったという[18]。
- 好きな食べ物は、肉・アイス[19]。メロンパンも好物で、SKE48の松井玲奈に「フライングゲット」劇場盤発売記念大握手会（2011年9月11日、幕張メッセ）で会った際、「メロンパン同盟」に加えられた[20][21]。「メロンパン同盟」とは富士山五合目に所在する五合園レストハウスで販売している「富士山めろんぱん」を食べることを目標にしながら、日本のメロンパンの消費活動に貢献することを活動としている同盟だったが[22]、福本自身のNMB48卒業のため解散となった[23]。
- 運動神経の良いスポーツウーマンで、小学校時代は水泳と[24]バレーボールを習い[25]、中学校ではソフトテニス部に所属していた[26]。6歳から中学1年生まで水泳を習っており、水泳の得意種目はバタフライで、小学校時代は奈良県大会で3位[27]、中学校時代のソフトテニスは近畿大会上位進出の実績を持つ[28]。
- アイドルになる前は教師を志望。高校も教育実習があるような学校に通っており、実際に職業体験で小学校に行ったことがある[29]。
- 幼稚園から中学1年までの間はピアノを習っていた[14]。
- キマグレンの大ファン[30]。
- バラエティタレントへの転向にあたり、『熱血!人情派コメディ しゃかりき駐在さん』（ABCテレビ）で共演した宇都宮まきを尊敬する人物として挙げている[31]。

### NMB48
- 後輩メンバーからは、「あいなさん」「あいにゃんさん」と呼ばれていたが、チームMの谷川愛梨はブログ内で「なーさん」と称していた[32]。ちなみに公式ニックネームは「あいにゃん」。[33]
- キャッチフレーズは「大和の国から愛と幸せを込めてあいにゃん波動砲発射」[34]。
- NMB48在籍当時、同郷出身の渡辺美優紀と「奈良（なら）〜ず」というコンビを組んでいた[35]。
- 子役の芦田愛菜と同じ漢字表記である[注 1]ことから、ファンが新聞などで「愛菜」と大書されているのを福本と思って読み進めていると、実は芦田のことだったというコメントが多々あった[36]。
- 出演番組で罰ゲームを受けた経験も豊富で、一通りのゲテモノ料理は食べている。そのうち最もきつかったのはサソリで、理由はミディアムレアだったから[37]。
- 2013年4月26日、日本武道館で行われた『AKB48グループ臨時総会〜白黒つけようじゃないか!〜』のNMB48単独公演において、福本の卒業セレモニーが行われる。サプライズゲストに、陣内智則、ケンドーコバヤシ、たむらけんじ、池乃めだからが登場し、卒業を祝った後、前に歩き出した先に落とし穴にはまって全身粉まみれとなり「オーマイガーや!」と絶叫した[38][39]。
- NMB48メンバーでの推しメンは太田里織菜[40]。
- 憧れの先輩は元AKB48の高橋みなみ。

## NMB48在籍時の参加楽曲

### シングルCD選抜楽曲
NMB48名義
- 絶滅黒髪少女
  - 青春のラップタイム
  - 僕が負けた夏 - 「白組」名義
  - 三日月の背中
- オーマイガー!
  - 僕は待ってる
  - 結晶 - 「白組」名義
  - 嘘の天秤 - 「NMBセブン」名義
- 純情U-19
  - 右へ曲がれ! - 「紅組」名義
  - 恋愛のスピード - 「NMBセブン」名義
- ナギイチ
  - 最後のカタルシス  - 「白組」名義
  - 初恋の行方とプレイボール  - 「NMBセブン」名義
- ヴァージニティー
  - 妄想ガールフレンド
  - 存在してないもの - 「紅組」名義
- 北川謙二
  - 恋愛被害届け - 「紅組」名義

AKB48名義
- 「ギンガムチェック」に収録
  - ドレミファ音痴 - 「ネクストガールズ」名義
- 「永遠プレッシャー」に収録
  - HA! - 「NMB48」名義

### アルバムCD選抜楽曲
NMB48名義
- 『てっぺんとったんで!』に収録
  - てっぺんとったんで!
  - 12月31日
  - Lily - 「teamN」名義

AKB48名義
- 『ここにいたこと』に収録
  - ここにいたこと
- 『1830m』に収録
  - 青空よ 寂しくないか?

### 劇場公演ユニット曲
チームN 1st Stage「誰かのために」公演
- ライダー

チームN 2nd Stage「青春ガールズ」公演
- Blue rose
- ふしだらな夏

## 出演

### テレビ
現在の出演番組
- ならフライデー9（奈良テレビ）- 奈良お出かけナビゲーター
- 大阪ほんわかテレビ（読売テレビ）- リポーターとして不定期出演
- 大阪マラソンへの道（eo光チャンネル）- アシスタント
- ジモトに乾杯!居酒屋礼二（2022年5月7日 - 、J:COMチャンネル大阪）

過去の出演番組
- スター姫さがし太郎「NMB48プロジェクト」（2010年9月11日 - 2011年9月24日、テレビ東京）
- AKBINGO!（2011年2月2日 - 、日本テレビ）
- どっキング48（2011年4月19日 - 2013年3月26日、関西テレビ）
- なにわなでしこ（2011年7月12日 - 12月28日、日本テレビ）
- 発見!仰天!!プレミアもん!!! 土曜はダメよ!（2011年 - 、読売テレビ）
- 熱血!人情派コメディ しゃかりき駐在さん（2012年4月8日 - 2013年3月31日、ABCテレビ） - 5upよしもとにて毎週木曜日に公開収録が行われていた。
- NMB48 げいにん!（2012年7月3日 - 9月25日、日本テレビ）
- 週末応援ナビ☆あほやねん!すきやねん!→学校再発見バラエティー あほやねん すきやねん（2014年4月5日  - 2016年3月5日 、NHK総合） - 大阪放送局制作、関西地区限定番組。
- わろてぃぃぃん!（2014年8月7日 - 9日、関西テレビ） - アシスタント
- ワケあり!レッドゾーン（2015年3月7日 - 、読売テレビ） - アシスタント
- ソレ!ソレ!めんそ〜れ 沖縄縦断!ご当地バトル〜海だ!クイズだ!芸能人ガチンコ対決〜（2015年3月28日、関西テレビ） - 進行
- おこしやす京都国際映画祭開幕SP（2017年・2019年、KBS京都）- アシスタント
- よしもと新喜劇（毎日放送）- 不定期出演
- ボートのつぼみ（サンテレビジョン）- 教官見習い（アシスタント）
- 社長チップス畑（Kawaiian TV）- 秘書として出演
- オレンジのキホクニャ商店（cat channe）
- 2時45分からはスローでイージーなルーティーンで（2021年4月 - 2023年3月、関西テレビ）- ルーティーンメンバーとして隔週水曜出演。
- 開局記念特番「Cheeky's a GoGoGo!」～6時間生放送スペシャル～（2022年3月21日、BSよしもと） - 進行[41][42]

### ドラマ
- 保育探偵25時〜花咲慎一郎は眠れない!!〜（2015年1月16日 - 3月13日、テレビ東京） - 大原南 役[43]
- 大阪環状線 Part3 ひと駅ごとのスマイル 第1話「福島駅 こども食堂はじめました」（2018年1月17日、関西テレビ） - 奈緒 役

### 映画
- スキャナー 記憶のカケラをよむ男（2016年4月29日） - 唯川ひな子 役[44]
- 多十郎殉愛記 (2019年4月12日) - 権三の妻 役
- I(アイ) (2019年4月18日)

### ラジオ
- MBSうたぐみ Smile×Songs「NMB48のTEPPENラジオ」（2011年10月24日 - 2013年6月26日、MBSラジオ）
- うたぐみPARTY（2013年10月8日 - 2014年3月26日 、MBSラジオ）- 水曜パーソナリティ
- うたバッカ（MBSラジオ）
  - 火曜日 今夜は○○（ほにゃらか）バッカ（2014年4月1日 - 2015年3月24日）
  - 福本愛菜のうたバッカ（2015年4月1日 -  2016年9月23日（22日深夜））
- 宇都宮まきのまきドキッ（2015年4月5日 - 9月27日、MBSラジオ）- 不定期
- あどりぶラヂオ - 不定期出演（2020年9月8日(9日深夜) ) (MBSラジオ)

### 舞台
- 吉本新喜劇 特別公演「大坂の陣 新喜劇〜『君臣豊楽』淀殿の見た夢〜」（2014年10月1日 - 12日） - 千姫　役

### CM
- モンスターハンター3G（2011年11月 - 、カプコン） -徳井義実（チュートリアル）、スリムクラブと共演
- JOYSOUND（2012年6月 - ）- ネクストガールズとして
- ACジャパン（2016年7月 - ）- 2016年度大阪地域キャンペーン「歩きスマホやめ代」

### ネット配信
- タツカメ学園特別授業
  - 龍田古道バージョン
  - 亀の瀬バージョン

## 書籍

### 雑誌・新聞連載
- ぱーぷる（2011年6月25日 - 、エヌ・アイ・プランニング） - 「NMB48あいにゃんorみるきーの奈良めぐり」を渡辺美優紀と共同連載。